# Tereselpatak
Tereselpatak (ukránul: Тарасівка) település Ukrajnában, Kárpátalján, a Técsői járásban.

## Fekvése
Técsőtől északkeletre, Széleslonka és Pelesalja közt, a hasonló nevű patak mellett fekvő település.

## Története
Tereselpatak kenézi telepítésű falu, melyet még a Dolhai család tagjai telepítettek. Nevét 1638-ban említette először oklevél. A falut bizonyosan 1605 és 1638 között telepíthették, mivel neve előtte nem szerepel az oklevelekben. A 17. század második felében a Bölsei Budai család birtokába kerül, aki ez idő tájt a vidék legnagyobb birtokosa volt.
1910-ben 1218 lakosából 14 magyar, 21 német, 1178 ruszin volt. Ebből 1188 görögkatolikus, 21 izraelita volt. A trianoni békeszerződés előtt Máramaros vármegye Taracvizi járásához tartozott.